# Color (muzyka)

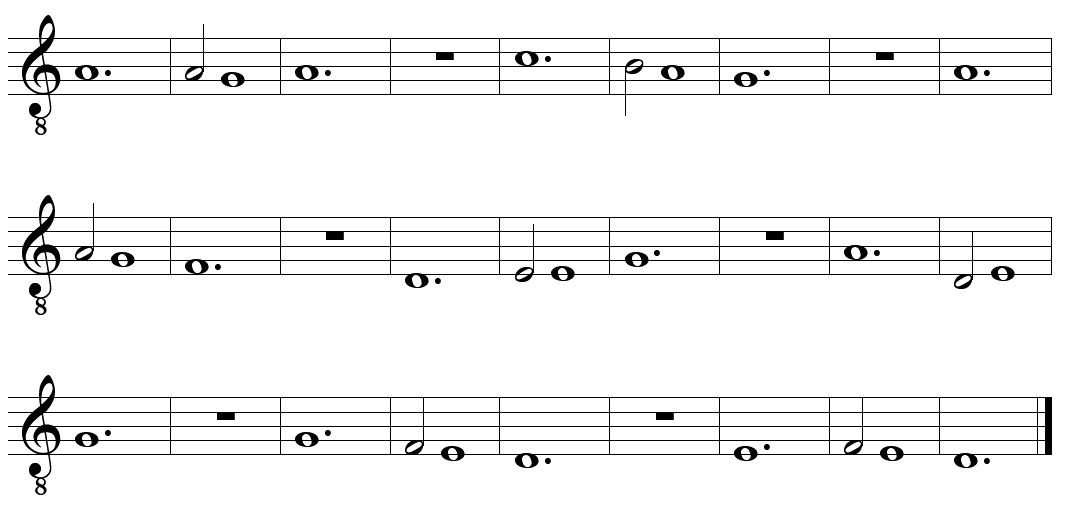
Izorytmiczny tenor z pierwszego odcinka Kyrie z mszy Notre Dame Guillaume de Machauta (ok. 1360). Color obejmujący 28 nut jest połączony ze schematem talea obejmującym cztery wartości, który zostaje powtórzony siedmiokrotnie.

Color (kolor) – w średniowieczu schemat melodyczny głosu tenorowego (cantus firmus) powtarzany w utworze izorytmicznym. 